# Agardhiella dabovici
Agardhiella dabovici е вид охлюв от семейство Argnidae. Видът е почти застрашен от изчезване.

## Разпространение и местообитание
Разпространен е в Черна гора.
Обитава пещери и езера.

## Описание
Популацията на вида е стабилна.